# Jesús Sucre
Jesús Marcelo Sucre Medina (né le 30 avril 1988 à Cumaná, État de Sucre, Venezuela) est un ancien receveur des Ligues majeures de baseball.

## Carrière
Jesús Sucre signe son premier contrat professionnel en 2005 avec les Braves d'Atlanta. Il joue en ligues mineures dans l'organisation des Braves jusqu'à ce qu'il soit libéré par la franchise en 2011 et mis sous contrat le 11 juillet de la même année par les Mariners de Seattle. Sucre, à sa huitième saison dans les mineures, fait ses débuts dans le baseball majeur le 24 mai 2013 avec Seattle. À ce premier match, il réussit son premier coup sûr dans les grandes ligues, aux dépens du lanceur Joe Ortiz des Rangers du Texas.